# Rhipidia endecamera
Rhipidia endecamera är en tvåvingeart som först beskrevs av Alexander 1960.  Rhipidia endecamera ingår i släktet Rhipidia och familjen småharkrankar.
Artens utbredningsområde är Moçambique. Inga underarter finns listade i Catalogue of Life.